# Dodge Intrepid

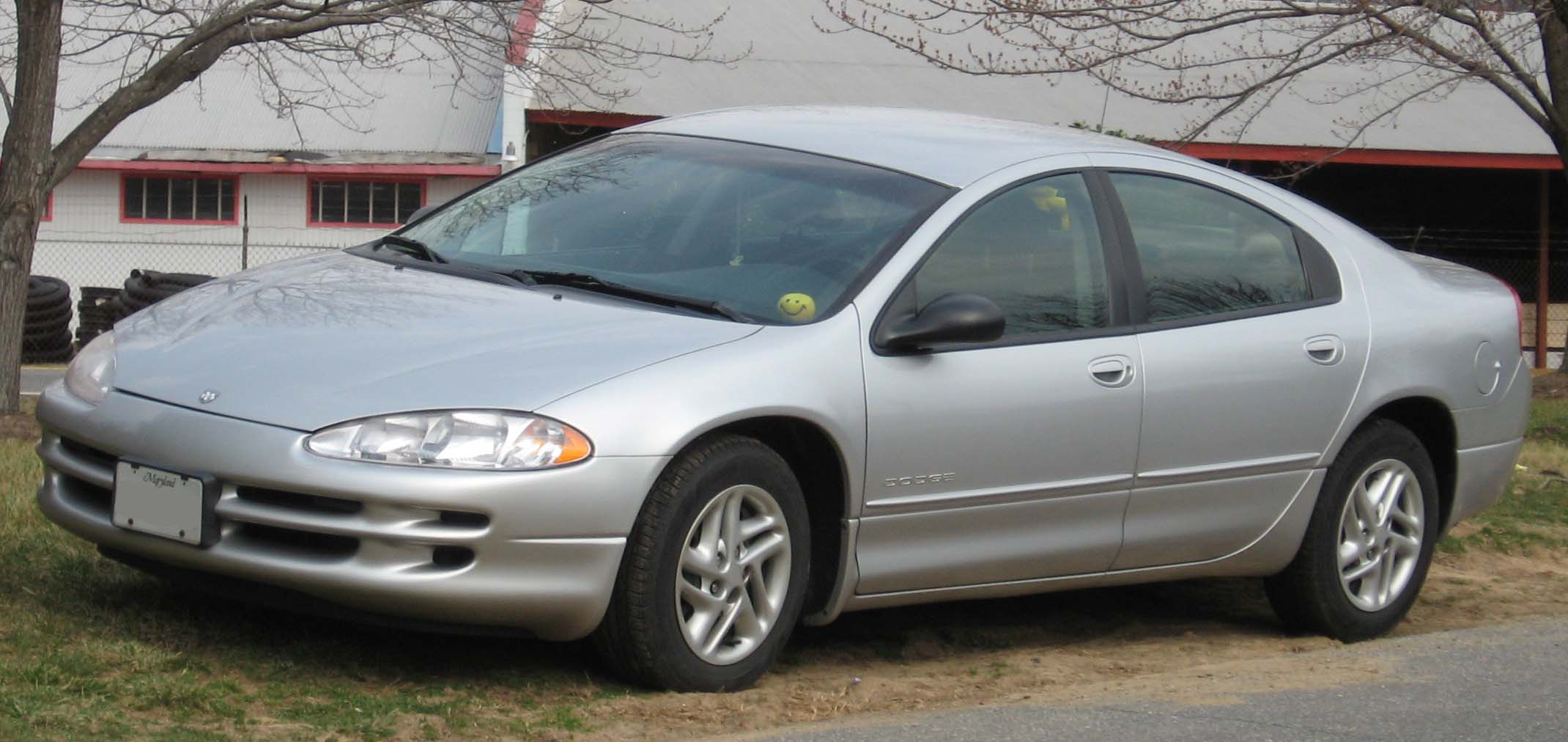
Dodge Intrepid del 1998-2004

El Dodge Intrepid va ser un cotxe de tipus full size fabricat per Chrysler i venut sota la marca Dodge els anys 1993-2004 (a Canadà es va vendre com a Chrysler Intrepid). Va ser fabricat a Brampton, Ontario, Canadà. Substitueix al Dynasty i al Monaco. L'Intrepid va ser comercialitzat als mercats de Nord-amèrica, i en el mercat canadenc es va venir sota el nom de Chrysler Intrepid.
El Dodge Charger el va substituir el 2005.

## Disseny
L'any 1986 el dissenyador Kevin Verduyn quan va acabar amb el disseny del concept car anomenat Navajo; no obstant, aquest disseny mai va arribar a produir-se.
També era el temps en què la corporació Chrysler va adquirir la Lamborghini, la marca d'automòbils esportius que estava en fallida. El disseny del concept car Navajo va ser modificat i va reconvertir-se en el Lamborghini Portofino, un concept car presentat al Frankfurt Auto Show del 1987. El seu disseny va rebre una bona crítica, considerant-lo com un triomf en el disseny; aquest fet farà que Chrysler decidís utilitzar-lo en un nou sedan amb el Portofino, que va ser anomenat com a "cab-foward".
El "cab-forward" destaca per tenir un disseny ovalat de la carrosseria, distància entre eixos (la batalla) molt llarga i un interior molt espaiós, més espai que els vehicles que havia en la seva categoria.
El disseny del xassís vindrà arran de l'adquisició per part de la corporació Chrysler del fabricant American Motors Corporation (AMC) el 1987. François Castaing, anterior vicepresident de disseny d'enginyeria d'automòbils de la recent adquirida AMC passa a ser-ho de la Chrysler i sota la seva supervisió, es va presentar el nou disseny, amb el Eagle Premier, de motor longitudinal i amb un xassís flexible que podia acceptar configuracions de tracció davantera o posterior (LX i LH respectivament).
La transmissió va ser inspirada en les caixes automàtiques ZF que equipaven els Audi. Basant-se amb la A604 "Ultradrive", muntada transversalment, esdevindrà la A606, també anomenada 42LE.
Finalment, el 1990 es va decidir que el futur Intrepid havia d'equipar motors nous. Només es va confirmar un 3.3 L OHV V6. Posteriorment, derivat d'aquest motor, un 3.5 L EGJ SOHC V6.

## Primera generació (1993-1997)
La primera generació dels "cotxes LH" (usen el xassís LH) va presentar-se al North American International Auto Show de Detroit en 3 models diferents: El Chrysler Concorde, Dodge Intrepid i el Eagle Vision.
Mides del Intrepid:
Batalla (Wheelbase): 2,870 m (113 in)
Llargada (Length): 5,123 m (201.7 in)
Amplada (Width): 1,889 m (74.4 in)
Alçada (Height): 1,430 m (56.3 in)
Pes (Curb Weight): 1505 kg (3318 lbs)
Capacitat del dipòsit: 68 l (18 galons dels EUA)
L'Intepid pot elegir-se amb 2 paquets d'equipament: Base i l'EX, més ben equipat i més esportiu, amb frens de disc a les 4 rodes o llantes de 16" amb pneumàtics esportius. Tots els Intrepid equipen airbag al conductor i passatger (poc freqüent en els cotxes de la seva època), aire condicionat i transmissió automàtica de 4 velocitats 42LE.
Mecànicament, equipa 2 motors: un 3.3 L EGA OHV V6 de 153 cv (161 cv a partir del 1994) i un 3.5 L EGJ SOHC V6 de 214 cv.
Canvis que va tenir l'Intrepid són: augment de potència del motor 3.3 L, direcció d'assistència variable i suspensió "touring" de sèrie al paquet base el 1994, l'ABS de sèrie per a tots els paquets d'equipament el 1995. El 1996 s'afegeix un nou paquet d'equipament, el Sport i l'Autostick, que permetia canviar de marxes de forma manual.
Vehicles similars al Intrepid eren el Chrysler Concorde, Chrysler LHS, Chrysler New Yorker i Eagle Vision. Els rivals d'aquest eren el Pontiac Bonneville, Oldsmobile 88 i Buick LeSabre.

## Segona generació (1998-2004)

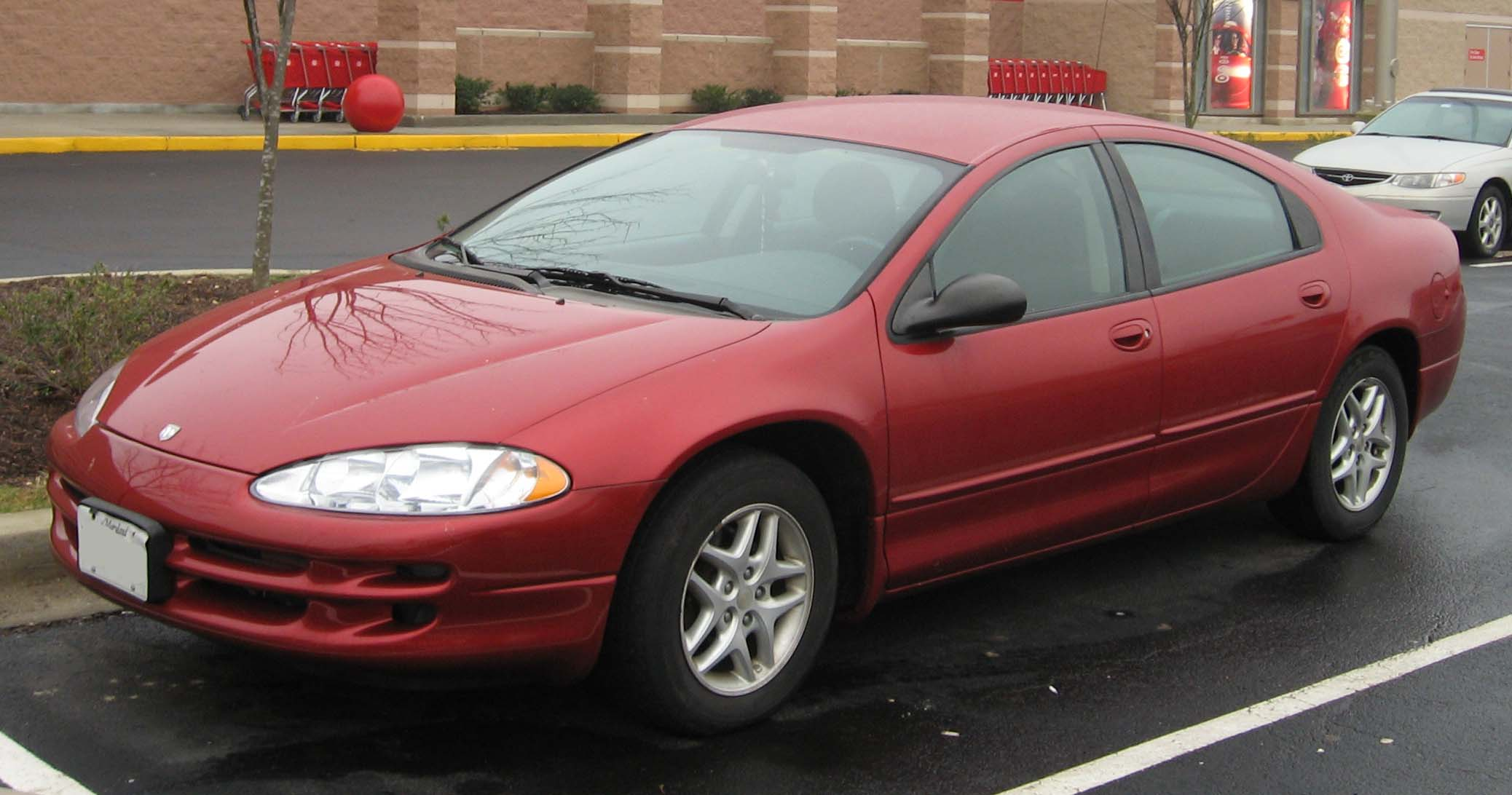
Dodge Intrepid del 1998-2004

Es presenta el restyling del Intrepid, que va ser molt ben rebut per la crítica, ja que tenia una imatge molt moderna. Els motors que anteriorment equipava van ser substituïts per dos nous V6: Un 3.2 L Chrysler V6 SOHC de 225 cv i un 2.7 L EER DOHC de 200 cv, aquest últim, degut a un error de disseny, sofria el oil sludge, un problema que fa que l'oli del motor es transformi en un gel i perdi viscositat. Aquest fet ha produït que molts d'aquests motors fossin substituïts
Mides del Intrepid:
Batalla (Wheelbase): 2,870 m (113 in)
Llargada (Length): 5,166 m (203.7 in)
Amplada (Width): 1,889 m (74.4 in)
Alçada (Height): 1,419 m (55.9 in)
Pes (Curb Weight): 1552 kg (3422 lbs)
Capacitat del dipòsit: 64 l (17 galons dels EUA)
Els paquets d'equipament, segueix el Base i l'ES; aquest últim, associat amb el motor 3.2 L, amb el canvi automàtic amb Autostick. Aquesta opció també l'equiparà de sèrie el paquet SXT i el R/T.
El 2000, es presenta el paquet R/T, que equipa el motor 3.5 L EGJ SOHC V6 actualitzat que desenvolupa 242 cv. El motor 3.2 L Chrysler V6 SOHC de 225 cv esdevé com a opció a l'equipament ES (ja no és de sèrie).
El 2003, el motor del R/T s'actualitza a 250 cv, però el paquet R/T desapareix; en el seu lloc, s'ofereix el SXT.
El temps passa i el "cab-forward" ja havia perdut aquell atractiu que tenia en els seus primers anys, encara que seguia tenint un disseny modern i un espai ampli per als passatgers. A l'Agost del 2004, el Intrepid va deixar lloc al seu substitut, el Dodge Charger.
Vehicles similars al Intrepid eren el Chrysler 300M, Chrysler Concorde i Chrysler LHS. Els seus rivals eren l'Oldsmobile 88 i Aurora, Buick LeSabre, Pontiac Bonneville i Toyota Avalon.